# Misty (comics)
Misty est une mini-série de comics écrite et dessinée par Trina Robbins et publiée par Marvel Comics dans sa collection pour enfant Star Comics en 1985.

## Historique

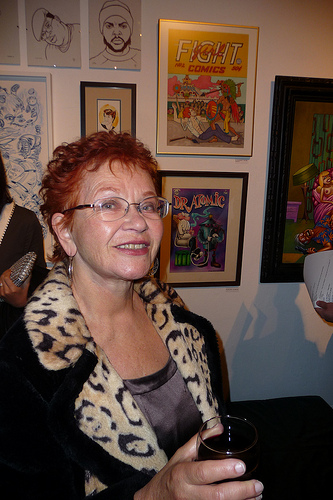
Trina Robbins, la créatrice de Misty en 2010

En 1985, Marvel Comics décide de lancer une nouvelle collection de comics destinée aux enfants. Elle est nommée Star Comics et propose des adaptations de séries télévisées (ALF) ou de dessins animés (Les Maîtres de l'univers mais aussi des créations originales comme Misty. Cette série est la dernière série originale proposée sous le label Star. Par la suite seules des adaptations seront encore publiées. Les éditeurs de Marvel confient la mini-série à Trina Robbins, autrice confirmée qui dans les années 1970 s'est fait connaître dans le milieu du comics underground. Après les six épisodes de la mini-série qui dure jusqu'en novembre 1986, le personnage de Misty est abandonné et aucune suite ne sera donnée au projet. Selon Trina Robbins, la cause principale est un problème de distribution. Les comics dans les années 1985 sont vendus dans des magasins spécialisés où viennent surtout des garçons et où sont proposés surtout des comics de super-héros. Un comics tel que Misty destiné surtout au lectorat féminin ne trouve donc pas sa place sur les présentoirs et les jeunes filles ne peuvent découvrir le titre. Une autre raison invoquée par les critiques est que Misty n'a rien de remarquable et le talent de Trina Robbins ne permet au comics de sortir du lot.

## Personnages
Misty est une jeune femme riche dont la tante est Millie, une mannequin dont les aventures ont été publiées par Marvel de 1945 à 1973. Les aventures de Misty sont stéréotypées et traitent surtout de problèmes relationnels avec ses amis ou une ennemie jalouse de Misty, Darlene Dunderbeck. Tout le long des six épisodes, Misty et Darlene sont rivales sur un objet ou un autre. Ainsi le premier numéro les voient s'opposer pour devenir actrice d'un soap.